# NASCAR Thunder 2003
NASCAR Thunder 2003 (Chinees: 雷霆云斯顿赛车2003) is een computerspel dat werd ontwikkeld door Budcat Creations en uitgegeven door Electronic Arts. Het spel kwam in 2002 uit voor verschillende platforms. Het spel is een racespel waarbij Nascar gesimuleerd wordt. Het spel omvat meerdere tracks op verschillende locaties. Ook bevat het spel de bekende coureurs uit verschillende jaren. Ook is het mogelijk een eigen auto en coureur te maken. Het spel kan met vier spelers tegelijkertijd gespeeld worden.

## Platforms
| Platform      | Jaar |
| ------------- | ---- |
| GameCube      | 2002 |
| PlayStation   | 2002 |
| PlayStation 2 | 2002 |
| Windows       | 2002 |
| Xbox          | 2002 |

## Ontvangst
| Beoordeeld door             | Platform      | Datum             | Score |
| --------------------------- | ------------- | ----------------- | ----- |
| GamePro (USA)               | GameCube      | 23 september 2002 | 90%   |
| PSX Extreme                 | PlayStation 2 | 9 oktober 2002    | 89%   |
| GameSpy                     | GameCube      | 17 oktober 2002   | 88%   |
| GameSpy                     | Xbox          | oktober 2002      | 88%   |
| GameZone                    | Xbox          | 1 oktober 2002    | 85%   |
| IGN                         | PlayStation 2 | 19 september 2002 | 85%   |
| ActionTrip                  | Windows       | 26 oktober 2002   | 75%   |
| GameStar (Duitsland)        | Windows       | januari 2003      | 71%   |
| Computer Gaming World (CGW) | Windows       | februari 2003     | 70%   |
| GameSpy                     | Windows       | 9 april 2003      | 40%   |